# Mount Soucek
Mount Soucek är ett berg i Antarktis. Det ligger i Östantarktis. Australien gör anspråk på området. Toppen på Mount Soucek är 752 meter över havet.
Terrängen runt Mount Soucek är platt åt sydost, men åt nordväst är den kuperad. Trakten är obefolkad. Det finns inga samhällen i närheten.